# Mirek Čejka
Mirek Čejka (31. srpna 1929, Olomouc – 27. prosince 2017) byl český lingvista, bohemista, sinolog, editor, překladatel, pedagog.

## Život
Po maturitě na gymnáziu ve Valašském Meziříčí studoval v letech 1949–1953 češtinu a ruštinu na Filozofické fakultě Masarykovy univerzity v Brně. Po absolvování fakulty působil krátce na průmyslové škole v Kopřivnici, v letech 1954–1956 pracoval jako odborný pracovník v brněnské pobočce Ústavu pro jazyk český Československé akademie věd (ČSAV), kde se podílel na výzkumné fázi přípravy Českého jazykového atlasu, předmětem jeho výzkumu byly hlavně moravské dialekty.
V letech 1956–1958 působil jako lektor českého jazyka v Institutu/Ústavu evropských jazyků a kultur Pekingské univerzity zahraničních studií. Od roku 1959 do roku 1995 byl zaměstnán na Katedře českého jazyka, slovanské, indoevropské a obecné jazykovědy Filozofické fakulty Univerzity Jana Evangelisty Purkyně (dnes Masarykovy univerzity) v Brně.
V letech 1966–1968 byl lektorem českého jazyka na School of Slavonic and East European Studies v Londýně, v letech 1993–1994 v Regensburgu.
Až po změnách politické situace v listopadu 1989 získal v roce 1994 titul docent na brněnské filozofické fakultě, téma jeho habilitační práce bylo Přání jako intencionální stav a mluvní akt. V roce 1995 odešel do důchodu.

## Dílo
Vědeckou činnost zahájil jako dialektolog, jeho vědecké působení se vyznačuje širokým rozpětím věcně tematickým i teoretickým a metodologickým. Část své vědecké činnosti věnoval pracím orientovaným k jazykové historii a koncipovaným v historickosrovnávacích souvislostech a mířícím přes slavistiku a indoevropeistiku do nostratického společenství.Od počátku vědecké práce se ale orientoval spíše na problematiku synchronního popisu jazyka, využíval přitom svých rozsáhlých jazykových znalostí pro porovnání jazyků nepříbuzných.
Věnoval se obecné jazykovědě, zejména lexikologii, modalitě, pragmalingvistice, otázkám překladu, dějinám českého jazyka i české literatury. V historickém bádání jazykovým problémům starší české literatury, zejména dílu Jana Blahoslava a Adama Michny z Otradovic. Přispěl k popisu syntaxe češtiny v obecnějším teoretickém rámci.
Na filozofické fakultě vedl přednášky a semináře z úvodu do jazykovědné bohemistiky a obecné lingvistiky a do lexikologické problematiky, pro posluchače napsal skripta Úvod do studia českého jazyka a fonetiky (1963), Český jazyk a jazykověda (1970), Úvod do studia jazyka pro bohemisty (1987), Česká lexikologie a lexikografie (1992). Do akademické Mluvnice češtiny, III. dílu, přispěl výkladem Polarita kladu a záporu.
Po návratu z Pekingu organizoval na fakultě kurzy hovorové čínštiny a přednášky o čínských dějinách, kultuře a filozofii, zpracoval Stručný česko-čínský terminologický slovník. Obor traktory. (Brno, 1986)
Důležitou součástí jeho činnosti byly editorské práce, například Gramatika česká Jana Blahoslava (1991), společně s Dušanem Šlosarem a Janou Nechutovou, soubor Adam Michna z Otradovic, Básnické dílo (1999), Jan Blahoslav: Čtyři menší spisy (2013).
Věnoval se také překladatelství, v 70. a 80. letech propůjčil své jméno překladům Antonína Přidala (např. Frederick Forsyth: Den pro Šakala, 1975 a řada dalších), sám přeložil z angličtiny knihu Johna Tyrrella Česká opera (Praha: Odeon, 1992) a George Lakoffa a Marka Johnsona Metafory, kterými žijeme (Brno: Host, 2002).